# 성북초등학교 (강원)
성북초등학교는 대한민국 강원특별자치도 횡성군에 있는 초등학교다.

## 학교 연혁
- 1968.03.01 성북국민학교 설립인가
- 1968.09.03 성북국민학교 개교
- 1996.03.01 성북초등학교로 개명
- 2013.09.01 제14대 안문희 교장선생님 취임
- 2014.02.14 제46회 졸업식(89명)

## 참고 자료
- 성북초등학교 - 한국교육학술정보원 학교알리미